# Neckera polyclada
Neckera polyclada är en bladmossart som beskrevs av C. Müller 1896. Neckera polyclada ingår i släktet fjädermossor, och familjen Neckeraceae. Inga underarter finns listade i Catalogue of Life.